# C/1996 J1 Evans-Drinkwater
C/1996 J1 Evans-Drinkwater è una cometa non periodica scoperta il 10 maggio 1996.
È stata particolarmente osservata perché il suo nucleo cometario si è spaccato in due parti: la duplicità del nucleo è stata scoperta il 5 maggio 1997.
I due nuclei sono stati denominati A e B: il nucleo B è il nucleo principale, mentre A è un suo frammento che ha presentato due outburst.